# Ciclisme als Jocs Olímpics d'estiu de 1928 - Velocitat individual

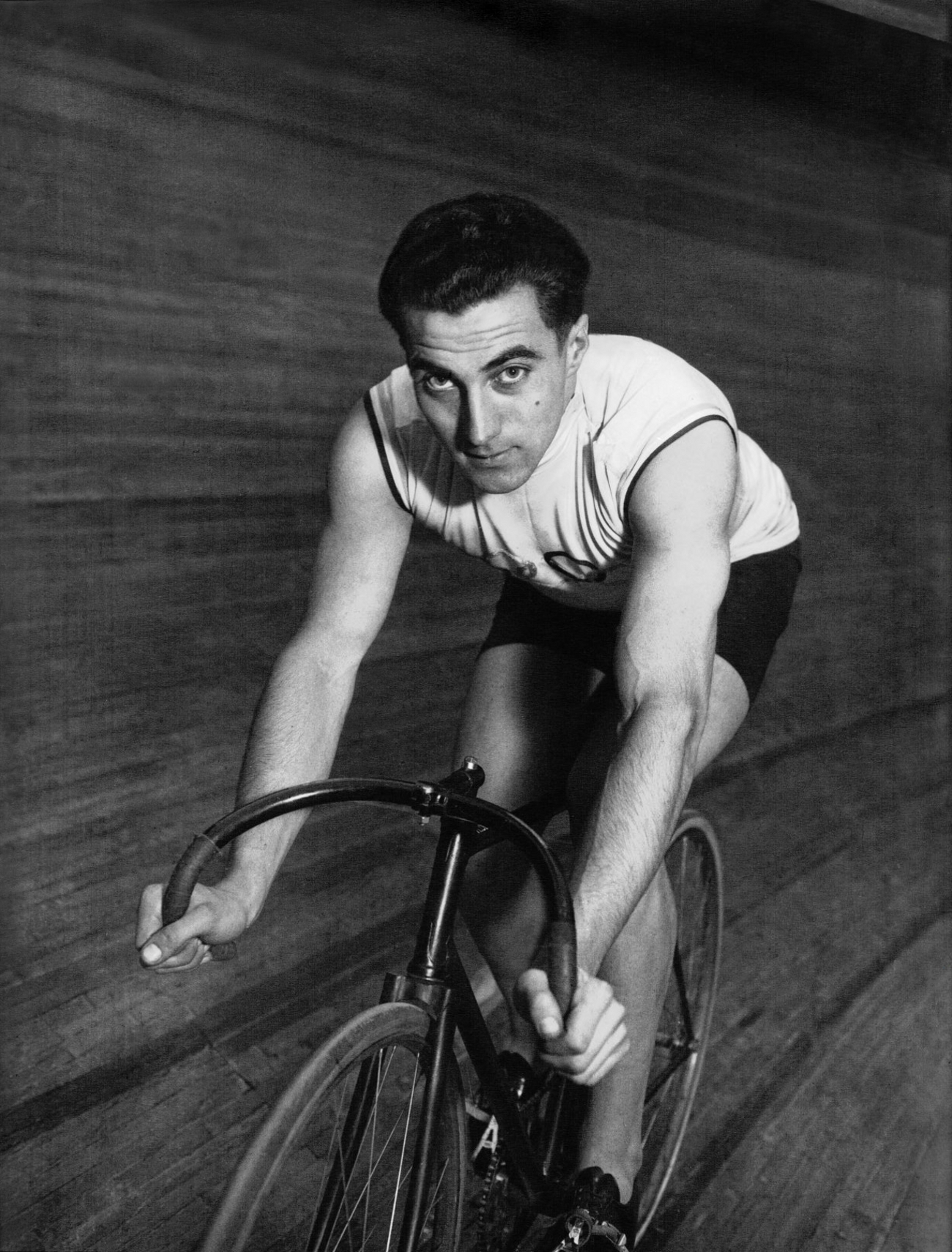
Fotografia del vencedor, el francès Roger Beaufrand

La competició de la Velocitat individual fou una de les quatre proves del programa olímpic de ciclisme en pista dels Jocs Olímpics d'Amsterdam de 1928. La competició es va disputar del 5 al 6 d'agost de 1928, amb la presència de 18 ciclistes procedents de 18 nacions diferents.

## Medallistes
| Or                    | Plata                  | Bronze             |
| Roger Beaufrand (FRA) | Antoine Mazairac (NED) | Willy Hansen (DEN) |

### Sèrie preliminar
| Pos. | Ciclistes              |
| ---- | ---------------------- |
| 1 Q  | Willy Hansen (DEN)     |
| 2 r  | Antonio Malvassi (ARG) |

| Pos. | Ciclistes             |
| ---- | --------------------- |
| 1 Q  | Roger Beaufrand (FRA) |
| 2 r  | Bertie Donnelly (IRL) |
| 3 r  | August Schaffer (AUT) |

| Pos. | Ciclistes                 |
| ---- | ------------------------- |
| 1 Q  | Yves Van Massenhove (BEL) |
| 2 r  | Jerzy Koszutski (POL)     |
| 3 r  | Walter Knabenhans (SUI)   |

| Pos. | Ciclistes            |
| ---- | -------------------- |
| 1 Q  | Hans Bernhardt (GER) |
| 2 r  | James Davies (CAN)   |
| 3    | Cavit Cav (TUR)      |

| Pos. | Ciclistes               |
| ---- | ----------------------- |
| 1 Q  | Antoine Mazairac (NED)  |
| 2 r  | Sydney Cozens (GBR)     |
| 3 r  | Francisco Juillet (CHI) |

| Pos. | Ciclistes                |
| ---- | ------------------------ |
| 1 Q  | Jack Standen (AUS)       |
| 2 r  | Edoardo Severgnini (ITA) |
| 3 r  | Roberts Plūme (LAT)      |
| 4 r  | José María Yermo (ESP)   |

#### Repesca de la primera ronda
| Pos. | Ciclistes               |
| ---- | ----------------------- |
| 1 R  | Walter Knabenhans (SUI) |
| 2    | Francisco Juillet (CHI) |

| Pos. | Ciclistes                |
| ---- | ------------------------ |
| 1 R  | Antonio Malvassi (ARG)   |
| 2    | Edoardo Severgnini (ITA) |
| 3    | James Davies (CAN)       |

| Pos. | Ciclistes             |
| ---- | --------------------- |
| 1 R  | Jerzy Koszutski (POL) |
| 2    | Bertie Donnelly (IRL) |
| 3    | Roberts Plūme (LAT)   |

| Pos. | Ciclistes              |
| ---- | ---------------------- |
| 1 R  | Sydney Cozens (GBR)    |
| 2    | José María Yermo (ESP) |
| 3    | August Schaffer (AUT)  |

#### Repesca final
| Pos. | Ciclistes               |
| ---- | ----------------------- |
| 1 Q  | Jerzy Koszutski (POL)   |
| 2 Q  | Antonio Malvassi (ARG)  |
| 3    | Sydney Cozens (GBR)     |
| 4    | Walter Knabenhans (SUI) |

### Quarts de final
| Pos. | Ciclistes                 | Temps (darrers 200m) |
| ---- | ------------------------- | -------------------- |
| 1 Q  | Hans Bernhardt (GER)      | 13.2 segons          |
| 2    | Yves Van Massenhove (BEL) |                      |

| Pos. | Ciclistes              | Temps (darrers 200m) |
| ---- | ---------------------- | -------------------- |
| 1 Q  | Antoine Mazairac (NED) | 13.2 segons          |
| 2    | Jack Standen (AUS)     |                      |

| Pos. | Ciclistes              | Temps (darrers 200m) |
| ---- | ---------------------- | -------------------- |
| 1 Q  | Roger Beaufrand (FRA)  | 13.4 segons          |
| 2    | Antonio Malvassi (ARG) |                      |

| Pos. | Ciclistes             | Temps (darrers 200m) |
| ---- | --------------------- | -------------------- |
| 1 Q  | Willy Hansen (DEN)    | 13.2 segons          |
| 2    | Jerzy Koszutski (POL) |                      |

### Semifinals
| Pos. | Ciclistes              | Temps (darrers 200m) |
| ---- | ---------------------- | -------------------- |
| 1 Q  | Antoine Mazairac (NED) | 12.2 segons          |
| 2    | Willy Hansen (DEN)     |                      |

| Pos. | Ciclistes             | Temps (darrers 200m) |
| ---- | --------------------- | -------------------- |
| 1 Q  | Roger Beaufrand (FRA) | 13.2 segons          |
| 2    | Hans Bernhardt (GER)  |                      |

### Curses per les medalles
| Pos. | Ciclistes              | Temps (darrers 200m) |
| ---- | ---------------------- | -------------------- |
| 1    | Roger Beaufrand (FRA)  | 13.2 segons          |
| 2    | Antoine Mazairac (NED) |                      |

| Pos. | Ciclistes            | Temps (darrers 200m) |
| ---- | -------------------- | -------------------- |
| 3    | Willy Hansen (DEN)   |                      |
| 4    | Hans Bernhardt (GER) |                      |